# شانغزو
شانغزو (بالصينية: 崇左市) هي مدينة من مدن الصين. يبلغ عدد سكانها 2,347,700 نسمة حسب إحصائيات سنة 2010. تبلغ مساحتها 17345 كم².

## توأمة
لشانغزو اتفاقيات توأمة مع:
- بياويستوك

## أعلام
- تشن وو

## وصلات خارجية
- الموقع الرسمي